# هينريتش ألبرت (ملحن)
هينريتش ألبرت (بالألمانية: Heinrich Albert)‏ هو عازف الغيتار الكلاسيكي وملحن وعازف قيثارة ألماني، ولد في 16 يوليو 1870 في فورتسبورغ في ألمانيا، وتوفي في 12 مارس 1950 في جاوتينغ في ألمانيا.